# Autostrada A2 (Tunisia)
L'autostrada A2, chiamata anche Autostrada del centro (in francese Autoroute du Centre), è un'autostrada della Tunisia allo stato di progetto. La A2 fa parte di un progetto internazionale per creare un'autostrada Trans-Sahariana di cui sarà uno dei due terminali settentrionali.
Nell'ottobre del 2020 il ministero delle infrastrutture tunisino ha pubblicato un primo bando di gara per i lavori dei lotti 5-8 finanziati dalla banca europea per gli investimenti. Il bando include il tratto autostradale compreso tra Sbikha (al km 87,0) e Jilma (al km 187,6) lungo 99 km. Nel maggio del 2021 è stato pubblicato il secondo bando di gara per i lotti 1-4 che corrisponde alla sezione di autostrada che collega la capitale Tunisi a Sbikha. I primi cantieri sono stati aperti nel luglio del 2022 .

## Il tracciato
Il tracciato previsto avrà inizio nei pressi di Tunisi dalla tangenziale X30 nel territorio del governatorato di Ben Arous, da dove si svilupperà verso sud-ovest attraverso i governatorati di Zaghouan, Kairouan, Sidi Bouzid e Kasserine. Nei pressi di Jelma è prevista una diramazione per Gafsa.
- su sfondo rosa i tratti in costruzione,
- su sfondo celeste il tratto allo stato di progetto.

| Autostrada del centro     |                                                      |                           |                           |                           |    |                       |                       |                       |                       |                       |
| Tipo                      | Indicazione                                          | ↓km↓                      | ↑km↑                      | Governorato               |    |                       |                       |                       |                       |                       |
|                           | Tunisi - Strada nazionale 3                          | 00,0                      | ..                        | Ben Arous                 |    |                       |                       |                       |                       |                       |
|                           | inizio lotti in costruzione Barriera                 | ..                        | ..                        | Ben Arous                 |    |                       |                       |                       |                       |                       |
|                           | Zaghouan                                             | 25,2                      | ..                        | Zaghouan                  |    |                       |                       |                       |                       |                       |
| 25                        | Area di servizio                                     | ..                        | ..                        | Zaghouan                  |    |                       |                       |                       |                       |                       |
|                           | El Fahs Nord                                         | 31,9                      | ..                        | Zaghouan                  |    |                       |                       |                       |                       |                       |
|                           | El Fahs Sud                                          | 44,5                      | ..                        | Zaghouan                  |    |                       |                       |                       |                       |                       |
|                           | Ennadhour - Enfidha                                  | 63,9                      | ..                        | Zaghouan                  |    |                       |                       |                       |                       |                       |
| 25                        | Area di servizio                                     | 82,0                      | ..                        | Zaghouan                  |    |                       |                       |                       |                       |                       |
|                           | Sbikha - Strada nazionale 3                          | 89,5                      | ..                        | Kairouan                  |    |                       |                       |                       |                       |                       |
|                           | Kairouan                                             | 112,9                     | ..                        | Kairouan                  |    |                       |                       |                       |                       |                       |
| 25                        | Area di servizio                                     | 130,0                     | ..                        | Kairouan                  |    |                       |                       |                       |                       |                       |
|                           | Chebika                                              | 133,1                     | ..                        | Kairouan                  |    |                       |                       |                       |                       |                       |
|                           | Haffouz                                              | 145,9                     | ..                        | Kairouan                  |    |                       |                       |                       |                       |                       |
| 25                        | Area di servizio                                     | 165,0                     | ..                        | Kairouan                  |    |                       |                       |                       |                       |                       |
|                           | Hajeb Layoun                                         | 171,3                     | ..                        | Kairouan                  |    |                       |                       |                       |                       |                       |
|                           | Bivio Kasserine-Gafsa                                | ..                        | ..                        | Sidi Bouzid               |    |                       |                       |                       |                       |                       |
| Diramazione per Kasserine | Diramazione per Kasserine                            | Diramazione per Kasserine | Diramazione per Kasserine | Diramazione per Kasserine |    | Diramazione per Gafsa | Diramazione per Gafsa | Diramazione per Gafsa | Diramazione per Gafsa | Diramazione per Gafsa |
| Tipo                      | Indicazione                                          | ↓km↓                      | ↑km↑                      | Governorato               | -- | Tipo                  | Indicazione           | ↓km↓                  | ↑km↑                  | Governorato           |
| Bivio Kasserine-Gafsa     |                                                      |                           |                           |                           |    |                       |                       |                       |                       |                       |
|                           | Jilma - Strada nazionale 3 fine lotti in costruzione | 185,6                     | ..                        | Sidi Bouzid               |    |                       |                       |                       |                       |                       |
|                           | Sbeitla                                              | ..                        | ..                        | Kasserine                 |    | Sidi Bouzid Nord      | ..                    | ..                    | Sidi Bouzid           |                       |
|                           | Barriera                                             | ..                        | ..                        | Kasserine                 |    | Sidi Bouzid Sud       | ..                    | ..                    | Sidi Bouzid           |                       |
|                           | Kasserine - Strada nazionale 13                      | ..                        | ..                        | Kasserine                 |    | Bir El Hafey          | ..                    | ..                    | Sidi Bouzid           |                       |
|                           |                                                      |                           |                           |                           |    | Sened                 | ..                    | ..                    | Gafsa                 |                       |
|                           | Barriera                                             | ..                        | ..                        |                           |    |                       |                       |                       | Gafsa                 |                       |
|                           | Gafsa - Strada nazionale 3                           | 385,0                     | 00,0                      |                           |    |                       |                       |                       | Gafsa                 |                       |

### Tabella Lotti
| Tronco                    | Lunghezza | Nr Lotto | Nome Lotto           | Lunghezza Lotto | Inizio Lavori |
| ------------------------- | --------- | -------- | -------------------- | --------------- | ------------- |
| 1° Tronco Tunisi-Sbikha   | 87,0 Km   | 1        | Tunisi - Zaghouan    | 26,0 Km         | 2022          |
| 1° Tronco Tunisi-Sbikha   | 87,0 Km   | 2        | Zaghoiuan - El Fahs  | 7,0 Km          | 2022          |
| 1° Tronco Tunisi-Sbikha   | 87,0 Km   | 3        | El Fahs - Nadour     | 27,0 Km         | 2022          |
| 1° Tronco Tunisi-Sbikha   | 87,0 Km   | 4        | Nadour - Sbikha      | 27,0 Km         | 2022          |
| 2° Tronco Sbikha-Jelma    | 98,6 Km   | 5        | Sbikha - Kairouan    | 29,0 Km         | 2022          |
| 2° Tronco Sbikha-Jelma    | 98,6 Km   | 6        | Kairouan - Haffouz   | 29,6 Km         | 2022          |
| 2° Tronco Sbikha-Jelma    | 98,6 Km   | 7        | Haffouz - Oued Zroud | 21,4 Km         | 2022          |
| 2° Tronco Sbikha-Jelma    | 98,6 Km   | 8        | Oued Zroud - Jelma   | 18,6 Km         | 2022          |
| 3° Tronco Jelma-Kasserine | -- Km     | 9        |                      |                 | --            |
| 3° Tronco Jelma-Kasserine | -- Km     | 10       |                      |                 | --            |
| 3° Tronco Jelma-Kasserine | -- Km     | 11       |                      |                 | --            |
| 3° Tronco Jelma-Kasserine | -- Km     | 12       |                      |                 | --            |